# Moshe Brawer
Moshe Brawer (en hebreo: משה ברוור; Viena, 3 de noviembre de 1919-28 de diciembre de 2020) fue un geógrafo austríaco, nacionalizado israelí. En 2002, obtuvo el Premio Israel en geografía. Brawe fue el autor de Atlas del Mundo, publicado en 1973, y que ha tenido 67 ediciones. También ha compilado otros 20 atlas, los cuales han sido traducidos en varios idiomas.

## Biografía
Moshe Brawer nació en Viena, Austria. Su abuelo era Meir Meirson, rabino y uno de los líderes de la comunidad judía de la ciudad. Su padre era Abraham Jacob Brawer, geógrafo e historiador. Su madre, Srah, impartía clases de francés en escuelas públicas. En 1920, la familia se mudó a Jerusalén, cuando Brawer tenía un año de edad.
Estudió matemáticas en la Universidad Hebrea de Jerusalén, y obtuvo un doctorado en geografía en la Universidad de Londres. Su tesis trataba sobre las fronteras de Palestina.
Brawer estuvo casado con Rina Arison, hermana del magnate Ted Arison.

## Premios y reconocimientos
En 2002, Brawer fue galardonado con el Premio Israel por sus contribuciones a la Geografía de Israel.